# Italijansko nogometno prvenstvo 1908
Italijansko nogometno prvenstvo 1908.
Zmagovalec prvenstva je bil U.S. Pro Vercelli Calcio.

## Kvalifikacije

### Piedmont
1. in 8. marec
| Team #1 | Agg. | Team #2 | 1st leg | 2nd leg |
| ------- | ---- | ------- | ------- | ------- |

| Pro Vercelli | 3-1 | Juventus | 1-1 | 2-0 |

### Ligurija
Andrea Doria je bila edina prijavljena ekipa.

### Lombardija
U.S. Milanese je bila edina prijavljena ekipa.

## Končni krog
| Ekipa #1      | Rez. | Ekipa #2      |
| ------------- | ---- | ------------- |
| U.S. Milanese | 5-1  | Andrea Doria  |
| Pro Vercelli  | 0-0  | U.S. Milanese |
| Andrea Doria  | 1-2  | Pro Vercelli  |
| Pro Vercelli  | 1-1  | Andrea Doria  |
| U.S. Milanese | 0-1  | Pro Vercelli  |
| Andrea Doria  | 1-2  | U.S. Milanese |

Končna razvrstitev
|    | Ekipa         | Točke | GP | W | D | L | GF | GA | +/- | Opombe |
| -- | ------------- | ----- | -- | - | - | - | -- | -- | --- | ------ |
| 1. | Pro Vercelli  | 6     | 4  | 2 | 2 | 0 | 4  | 2  | +2  | Prvaki |
| 2. | U.S. Milanese | 5     | 4  | 2 | 1 | 1 | 7  | 3  | +4  |        |
| 3. | Andrea Doria  | 1     | 4  | 0 | 1 | 3 | 4  | 10 | -6  |        |